# إلياس إل. أوركهارت
إلياس إل. أوركهارت هو شخصية أعمال وسياسي أمريكي، ولد في 15 يناير 1846، وتوفي في 12 أبريل 1934. نشط حزبياً في الحزب الجمهوري. وقد انتخب عضو جمعية ولاية ويسكونسن ‏.